# José Miguel Bernardo
José Miguel Bernardo Herranz (València, 12 de març de 1950) és un matemàtic i estadístic valencià. És un reputat bayesià conegut per haver introduït el concepte de distribucions a priori de referència (reference priors).
Va rebre un doctorat en matemàtiques a la Universitat de València el 1974, i un segon doctorat en estadística al University College de Londres el 1976. Des de 1978 va ser catedràtic d'estadística de la Universitat de València.
Bernardo és membre de l'American Statistcal Association i va ser copresident fundador de la International Society for Bayesian Analysis (ISBA).
A partir de 1979, va organitzar les trobades internacionals de València sobre estadística bayesiana (Valencia International Meetings on Bayesian Statistics), que van impulsar la revaloració internacional de l'estadística bayesiana.